# Amplirhagada montalivetensis
Amplirhagada montalivetensis е вид коремоного от семейство Camaenidae. Видът е почти застрашен от изчезване.

## Разпространение
Разпространен е в Австралия.